# Paul Eugène Dutasta
Paul Eugène Dutasta (ur. 19 listopada 1873 w Tulonie, zm. 2 grudnia 1925 w Paryżu) – francuski dyplomata. Od 1911 roku konsul generalny w Warszawie, od 1918 poseł w Bernie, a od 1919 sekretarz generalny konferencji pokojowej w Wersalu.